# Sidney Reilly
Sidney George Reilly (c. 1873 - 5 de noviembre de 1925) fue un aventurero de origen ruso y agente secreto al servicio de la Sección Especial de Scotland Yard y, posteriormente, de la Sección Extranjera de la Oficina del Servicio Secreto Británico, precursora del actual MI6. Se dice que espió para al menos cuatro grandes potencias y las pruebas documentales indican que participó en actividades de espionaje en el Londres de la década de 1890 entre los círculos de emigrantes rusos, en Manchuria en vísperas de la guerra ruso-japonesa (1904-05) y en un golpe de Estado frustrado en 1918 contra el gobierno bolchevique de Lenin en Moscú.
Reilly desapareció en la Rusia soviética a mediados de la década de 1920, atraído por la Operación Trust de la Cheka. El diplomático y periodista británico R. H. Bruce Lockhart publicó sus hazañas de 1918 y las de Reilly para derrocar el régimen bolchevique en el libro de Lockhart de 1932 Memorias de un agente británico, que se convirtió en un superventas internacional y dio fama mundial a Reilly. Las memorias relatan los esfuerzos de Reilly, Lockhart y otros conspiradores para sabotear la revolución bolchevique cuando aún estaba en sus inicios.
La prensa mundial convirtió a Reilly en un nombre familiar cinco años después de su ejecución por agentes soviéticos en 1925, alabándolo como un espía sin parangón y relatando sus numerosas aventuras de espionaje. Los periódicos lo apodaron "el mayor espía de la historia" y "la Pimpinela Escarlata de la Rusia Roja". El London Evening Standard describió sus hazañas en un serial ilustrado de mayo de 1931 titulado "El maestro espía". Ian Fleming lo utilizó como modelo para James Bond en sus novelas (ambientadas a principios de la Guerra Fría). Reilly es considerado como "la figura dominante en la mitología del espionaje británico moderno".